# Leiosporoceros dussii
Leiosporoceros dussii és una espècie de planta no vascular del grup de les antocerotes, molt diferenciada de la resta d'aquest grup. És l'única espècie del gènere Leiosporoceros i s'ha situat en una família, ordre i classe separades per ser "genèticament i morfològicament diferents de tots els altres llinatges d'antocerotes".
És una espècie de distribució neotropical que viu al Nord dels Andes, Centreamèrica i Antilles, en àrees de muntanya per sobre els 2000 m d'altitud.
Les característiques físiques que distingeixen el grup inclouen espores inusualment petites i sense ornaments i l'absència de micorrizes i pirenoides. A més, a diferència d'altres antocerotes que contenen colònies de cianobacteris simbionts al seu interior, a Leiosporoceros les colònies gelatinoses de Nòstoc es disposen en canals ramificats dicotòmicament al llarg del tal·lus, paral·lelament a la seva direcció de creixement. Aquesta particularitat representa un caràcter diagnòstic utilitzat per diferenciar aquesta espècie d'altres antocerotes.